# Поладов, Руслан Вахид оглы
Руслан Вахид оглы Поладов (азерб. Poladov Ruslan Vahid oğlu; 30 ноября 1979, Сумгаит, Азербайджанская ССР, СССР) — азербайджанский футболист. Амплуа — опорный полузащитник.

## Биография
Руслан Поладов родился в 1979 года в азербайджанском городе Сумгаит. Является воспитанником сумгаитской школы футбола.

## Клубная карьера
За всю свою карьеру футболиста защищал цвета таких азербайджанских клубов, как «Хазар-Сумгаит», «Гянджларбирлийи» Сумгаит, «Ряван» Баку, «Стандард» Баку, «Хазар-Ленкорань», «Интер» Баку и «Симург» Закатала.
В мае 2014 года подписал годовой контракт к клубом Премьер-лиги ФК «Сумгаит».

## Сборная Азербайджана
В 2005 году привлекался в состав национальной сборной страны. 12 октября 2005 года дебютировал в составе Сборной Азербайджана в квалификационном матче Чемпионата Европы против сборной Уэльса.
Защищал также цвета юношеской (до 16 лет) и молодежной сборных страны.

## Достижения
- Финалист Кубка Азербайджана 2009/2010 в составе ФК «Хазар-Ленкорань»;
- Победитель Кубка Азербайджана 2010/2011 в составе ФК «Хазар-Ленкорань»;
- Серебряный призёр Премьер-лиги Азербайджана 2010/2011 в составе ФК «Хазар-Ленкорань».